# Ad-Dali
Ad-Dali (arab. الضالع, Aḑ-Ḑalī‛, znane też jako Dhala) – stolica muhafazy Ad-Dali w południowo-zachodnim Jemenie. Miasto położone jest na wysokości około 1500 m n.p.m. Według spisu ludności w 2004 roku liczyło 18 352 mieszkańców. W mieście znajduje się port lotniczy Ad-Dali.